# Porsche Design
Porsche Design, legalmente 'Porsche Lifestyle GmbH & Co. KG', es una marca alemana de estilo de vida y un estudio de diseño de productos, fundado en 1972 por Ferdinand Alexander Porsche, el diseñador del Porsche 911 original, conocido por sus accesorios como gafas de sol, bolígrafos y relojes.
La identidad legal actual de la empresa, con sede en Ludwigsburg, Alemania, se constituyó en noviembre de 2003 como filial con participación mayoritaria de Porsche AG para fusionar el negocio de accesorios y licencias de Porsche AG y Porsche Design Group en una sola empresa. Las actividades de la empresa se centran en el Porsche Design Studio (desde 2015, 'Studio F. A. Porsche') en Zell am See, Austria, que también trabaja para otras empresas del ámbito del diseño industrial y de producto, y para las marcas "Porsche Design" y "Porsche Lifestyle".

## Historia

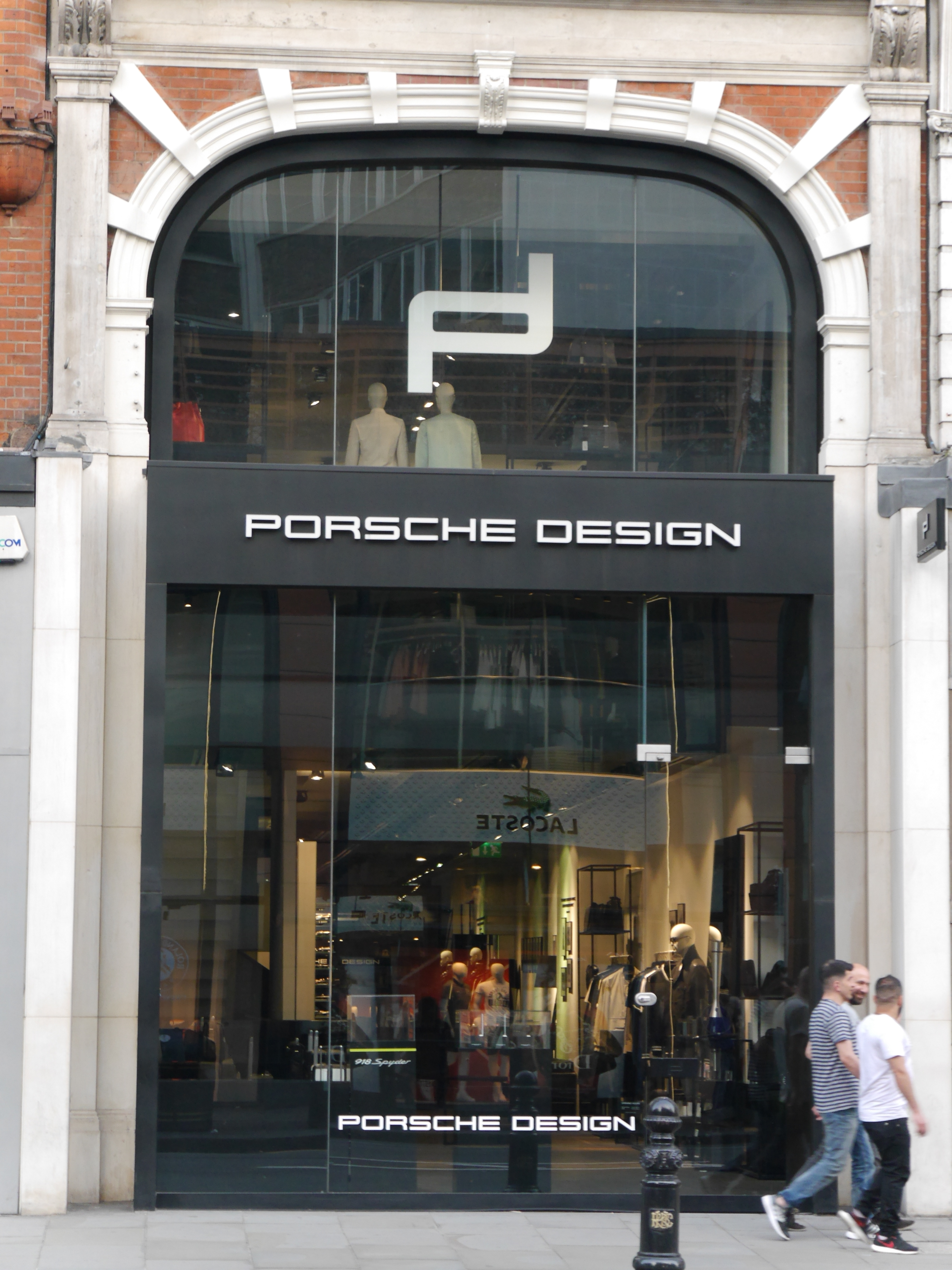
Tienda de Porsche Design en Londres

El Porsche Design Studio fue fundado en Stuttgart, Alemania, en 1972 por F. A. Porsche, nieto del fundador de Porsche, Ferdinand Porsche, y diseñador del Porsche 911. El Porsche 911 (originalmente 901) es solo un ejemplo de los numerosos objetos que F. A. Porsche diseñó en su carrera.
El P'6510, lanzado en 1972, fue el primer cronógrafo negro del mundo.
El Estudio de Diseño se trasladó a Zell am See, Austria, en 1974. Porsche ha producido accesorios para automóviles desde los años 1950, con series de maletas, bolsos, camisetas, calendarios, maquetas de coches y chapas que se ofrecen en la "Boutique Porsche". En las décadas siguientes, se crearon y comercializaron en todo el mundo numerosos accesorios, como relojes, gafas de sol y artículos de escritura. Al mismo tiempo, un gran número de productos industriales, electrodomésticos y bienes de consumo, incluso tranvías para la ciudad de Viena, se diseñaron bajo la marca "Design by F.A. Porsche".
En 1994, la división de mercadotecnia de Porsche AG adoptó finalmente el nombre de "Porsche Selection", que se cambió a "Porsche Driver's Selection" en 2004. Tras una reorganización corporativa en 2007, Porsche Design Group pasó a ser propiedad de Porsche SE, el holding conocido principalmente como la matriz corporativa del Grupo Volkswagen. Originalmente, existían cinco empresas independientes con dos marcas diferentes: "Porsche Design/Design by F.A. Porsche" y "Porsche Selection". En 2015, el estudio de diseño cambió su nombre a "Studio F. A. Porsche" en memoria de su fundador, Ferdinand Alexander Porsche.
"Porsche Design Timepieces AG", con sede en el cantón suizo de Jura, se encarga del desarrollo y la producción de relojes Porsche Design. La mercadotecnia y las ventas están a cargo de Porsche Design Group, con sede en Ludwigsburg, Alemania. La primera serie de relojes ofrecida exclusivamente por Porsche Design salió a la venta en el cuarto trimestre de 2014, aunque el primer reloj diseñado por Porsche, el "Chronograph 1", se lanzó en 1972.
En 2014, Adidas se asoció con Porsche Design para lanzar el "Porsche Design Sport by adidas".

## Productos

### Líneas de productos

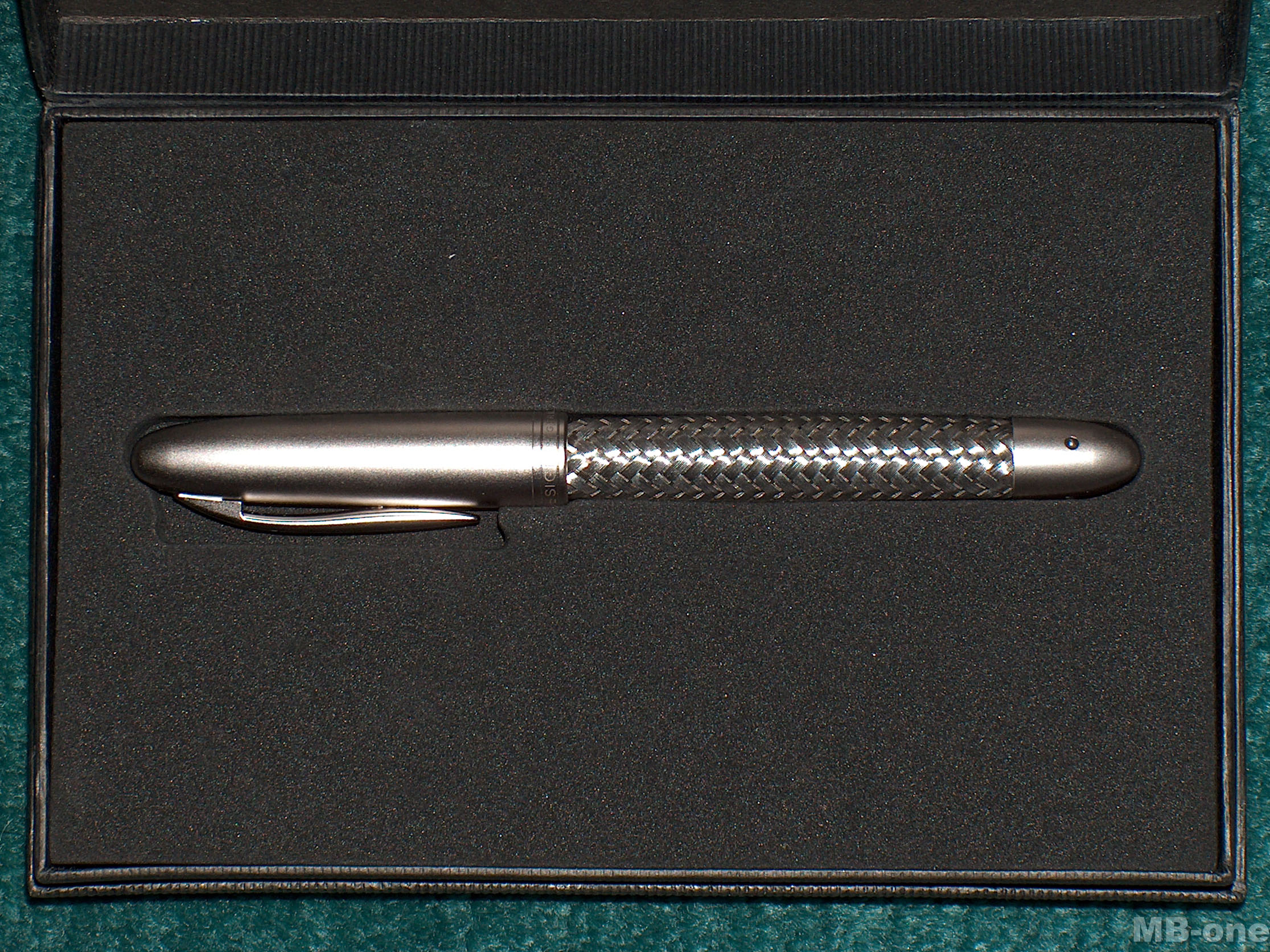
Bolígrafo P'3110

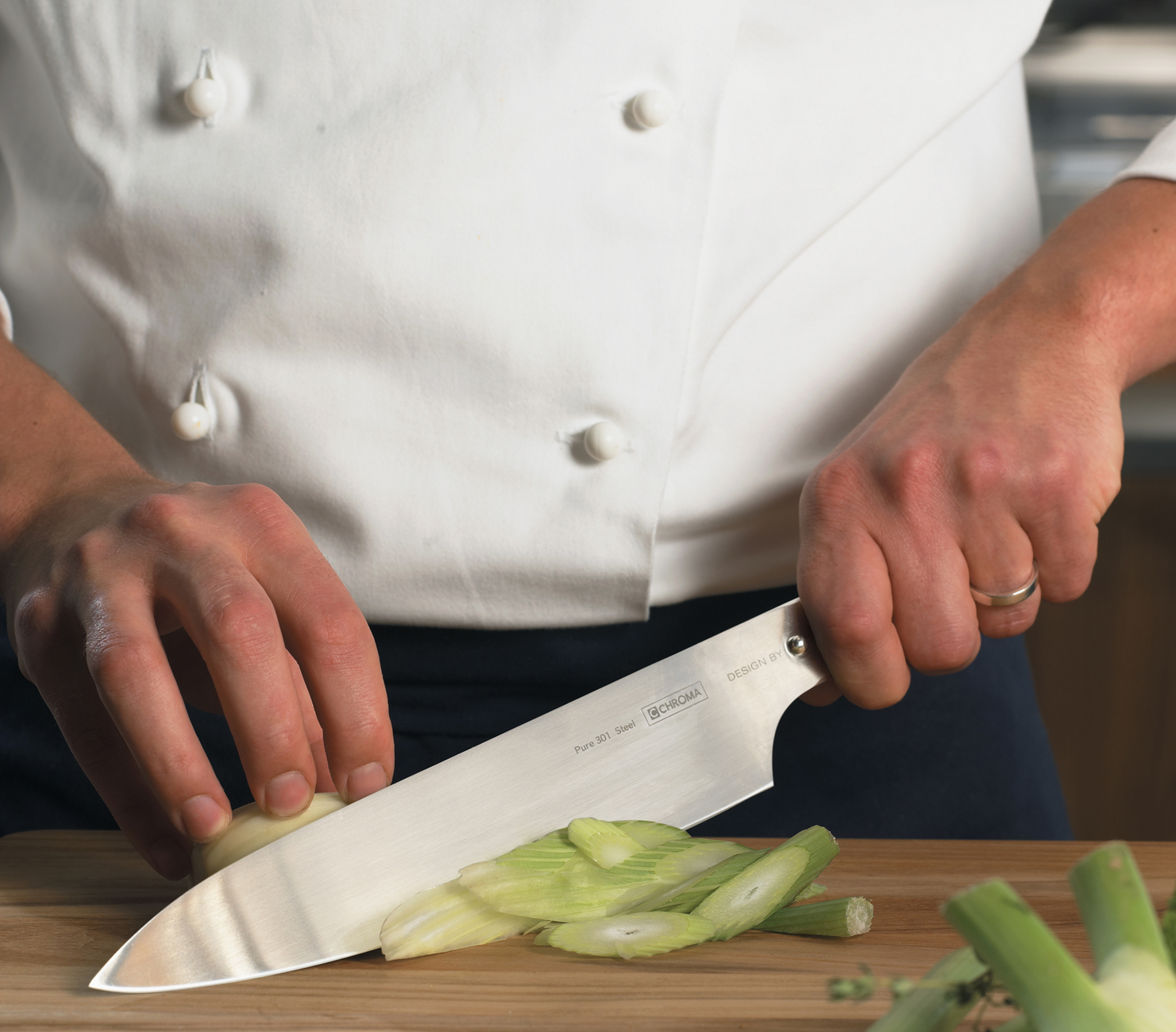
Gama de cuchillos de acero inoxidable Type 301

Desde 2005, todos los productos se han desarrollado y comercializado bajo la marca Porsche Design. Los productos se dividen en nueve categorías diferentes:
- P'1000 Moda
- P'2000 Equipaje
- P'3000 Accesorios
- P'5000 Deporte
- P'6000 Relojes
- P'7000 Hogar
- P'8000 Gafas
- P'9000 Electrónica

### Otros productos y proyectos
- En 2011, Porsche Design se asoció con BlackBerry para crear el teléfono inteligente BlackBerry Porsche Design P'9981, con un diseño de acero inoxidable y cuero. En otoño de 2014, Porsche Design desarrolló el teléfono Porsche Design P'9983 basado en el BlackBerry Q10.[9]

- En 2016, LaCie, una subsidiaria de Seagate, anunció su colaboración para la creación de discos duros para computadoras.[10]

- La serie "Porsche Design Huawei Mate" fue una colaboración entre Porsche Design y Huawei de 2016 a 2022. La serie incluye los modelos Mate 9, Mate 10, Mate RS, Mate 20 RS, Mate 30 RS, Mate 40 RS, Mate 50 RS y Watch 2, con el logotipo de Porsche Design.[11][12][13][14]

- En febrero de 2017, Porsche Design presentó el Book One, un portátil convertible de 13,3 pulgadas con resolución 3K QHD+ y lápiz Wacom sensible a la presión, alimentado por Windows Ink.[15] Este portátil es el resultado de una colaboración entre Microsoft, Intel y Quanta Computer.[16][17]

- En 2019 Porsche Design intervino en la creación del Ultra One, un portátil sin ventilador de 15,6 pulgadas.[18]

- En 2020, el Acer Book RS, un portátil  Intel Evo de fibra de carbono de 14 pulgadas con GPU independiente.[19]

- En colaboración con Sieger Suarez Architects, las residencias de lujo conocidas como Porsche Design Tower Miami se inauguraron en 2017. El complejo cuenta con tres ascensores para coches que conducen a los residentes y sus coches a los llamados "Sky Garages".[20][21] En 2018 se anunciaron propuestas para proyectos inmobiliarios adicionales en Europa.[22]

- Porsche Design Studio trabajó con Siemens AG en el diseño de los trenes eléctricos MX3000 para el Metro de Oslo desde 2007.[23]